# Saint-Aubin-de-Médoc
Saint-Aubin-de-Médoc település Franciaországban, Gironde megyében. Lakosainak száma 7764 fő (2022. január 1.). Saint-Aubin-de-Médoc Arsac, Saint-Médard-en-Jalles, Avensan, Le Pian-Médoc, Salaunes és Le Taillan-Médoc községekkel határos.

## Népesség
A település népessége az elmúlt években az alábbi módon változott:
| Lakosok száma | 723  | 2979 | 4332 | 5550 | 6539 | 6868 | 7362 | 7495 | 7574 | 7764 |
|               | 1968 | 1982 | 1990 | 2006 | 2013 | 2015 | 2017 | 2019 | 2020 | 2022 |